# Gransee
Gransee [graˑn'ze:] är en småstad i östra Tyskland, belägen i Landkreis Oberhavel i förbundslandet Brandenburg, omkring 60 km norr om Berlin. Staden är huvudort i kommunalförbundet Amt Gransee und Gemeinden, där även grannkommunerna Grosswoltersdorf, Schönermark, Sonnenberg och Stechlin ingår.

## Sevärdheter

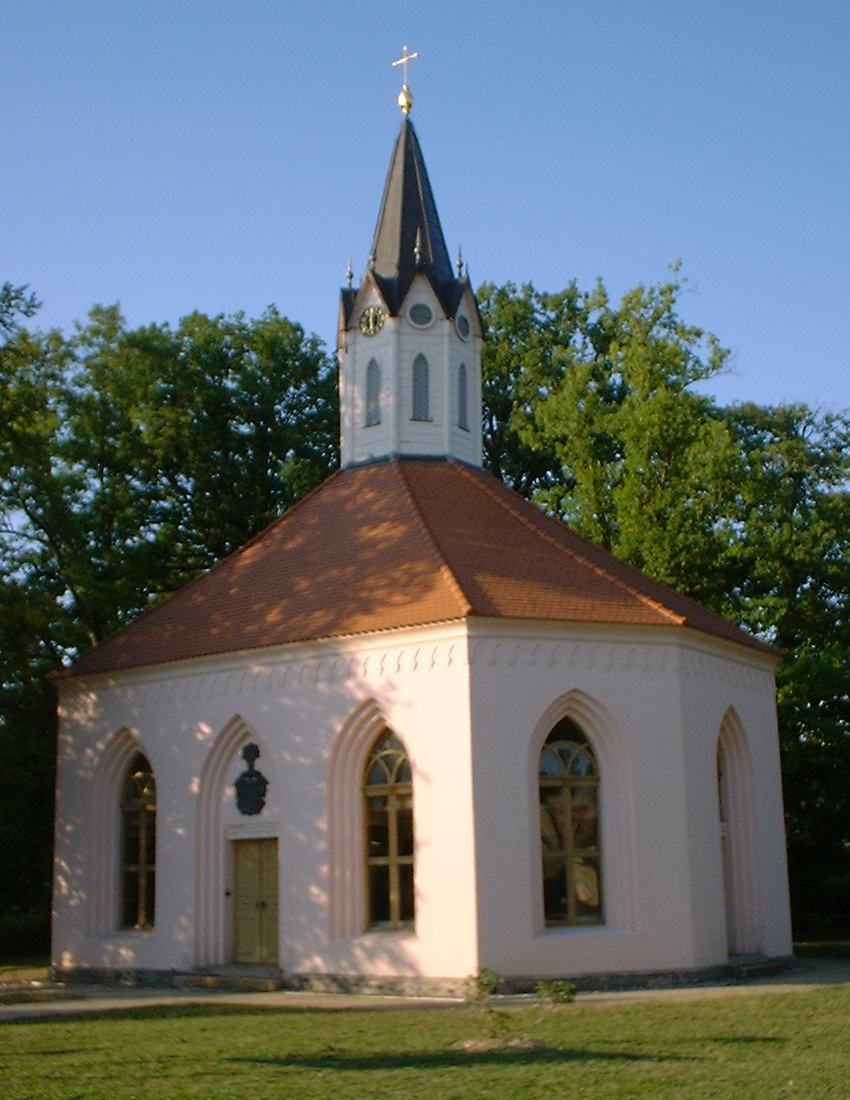
Patronatskyrkan i Dannenwalde.

Till kommunens sevärdheter räknas bland annat Mesebergs slott, som är Tysklands förbundsregerings officiella gästbostad och används av gästande statschefer och toppolitiker.
En annan sevärdhet är Bahnhof Dannenwalde, en stationsbyggnad i tegelarkitektur. Byggnaden uppfördes i slutet av 1800-talet. 2006 blev byggnaden kulturminnesskyddad.